# Élisabeth Chojnacka
Pour les articles homonymes, voir Chojnacka.
Élisabeth Chojnacka, née Elżbieta Ukraińczyk à Varsovie le 10 septembre 1939 et morte à Paris 15e le 28 mai 2017,, est une claveciniste polonaise qui résida en France durant la majeure partie de sa vie. 
Claveciniste de notoriété internationale, elle s'est spécialisée dans l'interprétation des œuvres de musique contemporaine.

## Biographie
Elżbieta Chojnacka obtient un prix de l'École nationale supérieure de musique de Varsovie en 1962, après quoi elle s'installe à Paris où elle suit l'enseignement d'Aimée van de Wiele.
Élisabeth Chojnacka a interprété en première mondiale de nombreuses œuvres, tant en solo qu'avec des ensembles instrumentaux ou électroniques. De nombreux compositeurs lui ont dédié des pièces, notamment György Ligeti, François-Bernard Mâche, Iannis Xenakis, Zygmunt Krauze et Michael Nyman.
Elle a joué ou enregistré des œuvres de Maurice Ohana, Jean-Claude Risset, Henryk Górecki (Concerto pour clavecin), Toshi Ichiyanagi, Franco Donatoni, François-Bernard Mâche, Graciane Finzi, Marzena Komsta, Stephen Montague, Yves Prin, Tomás Marco, Cristobal Halffter, Mauricio Sotelo, Grant McLachlan, Astor Piazzolla, Marius Constant, Francis Poulenc, Luc Ferrari, André Boucourechliev, Aldo Clementi, Roberto Carnevale, Betsy Jolas, Joseph Horovitz, Manuel de Falla, Roberto Sierra, Krzysztof Knittel, Scott Joplin, Gustavo Beytelmann, Jean Wiener, Krzysztof Meyer, Joanna Bruzdowicz et Dimitri Yanov-Yanovski.
Tout en étant connue pour son activité dans la musique contemporaine, elle s'est également intéressée à la musique ancienne, que ce soit en concert ou dans quelques enregistrements. Elle a souvent joué avec une amplification du son de son instrument.
Elle a obtenu le grand prix du disque pour la musique moderne en 2003, pour son enregistrement d'œuvres de Maurice Ohana.

## Décorations
- Commandeur de l'ordre du Mérite de la république de Pologne[8]
- Chevalier de la Légion d'honneur[8]
- Officier de l'ordre des Arts et des Lettres[8]
- Médaille d'or du Mérite culturel polonais Gloria Artis[8]

## Discographie
- Ohana - Clavecin
- Energy (OCLC 66482381 et 704985641)
- Plus que tango (OCLC 775366579)
- Scott Joplin (OCLC 659000112)
- Poulenc
- Xenakis
- Ohana
- Rhythm Plus (OCLC 25336963)
- Clavecin espagnol du XXe siècle
- Clavecin 2000
- L'avant-garde du passé
- Le nouveau clavecin
- Clavecin d'aujourd'hui[9]